# Доброхотов, Владимир Анатольевич
Владимир Анатольевич Доброхотов (род. 7 мая 1979 года, Чебоксары, Чувашская АССР, РСФСР) — российский муниципальный деятель. Глава города Чебоксары (с 2024 года).

## Биография
Родился 7 мая 1979 года в Чебоксарах. Получил диплом об окончании чебоксарского филиала Московского университета потребительской кооперации по специальности «Финансы и кредит». 
В 1994 году устроился в ЧМУПП «Теплосеть» на должность слесаря по ремонту котельного оборудования, спустя год перешёл на работу автослесарем в СУ №5 «Дорисс». В 1997 году устроился в Московское районное управление ЖКХ города Чебоксары инженером ПТО, к 2004 году дослужился до должности главного инженера. В 2005 году был переведён в Ленинское районное управление ЖКХ, где к 2009 году стал начальником предприятия. Два года работал директором ОАО «Инженерная защита», прежде чем в 2011 году на непродолжительный срок устроиться в городскую администрацию на должность заместителя главы города по вопросам ЖКХ. В том же году стал директором ОАО «Дорэкс». 
Во властные структуры вернулся в 2015 году, став министром транспорта и дорожного хозяйства Чувашской Республики. Спустя год с этой должности был уволен и переведён в министерство сельского хозяйства Чувашской Республики в качестве заместителя министра. В 2017 году был освобождён от предыдущей должности и назначен директором казённого учреждения министерства транспорта и дорожного хозяйства Чувашской Республики «Чувашупрдор». В 2020 году вернулся на пост директора «Дорэкса». 11 сентября 2022 года был выбран в Чебоксарское городское собрание депутатов от избирательного округа №4. 
8 апреля 2024 года вернулся в городскую администрацию, став заместителем главы администрации по вопросам архитектуры и градостроительства. На следующий день Собрание депутатов избрало Владимира Доброхотова врип главы Чебоксар ввиду ухода в отставку Дениса Спирина. 18 июня депутаты единогласно проголосовали за кандидатуру Доброхотова на должность главы города.

## Награды
- Благодарность Кабинета Министров Чувашской Республики (2007 г.)
- Почётная грамота Минстроя Чувашии (2007, 2015 гг.)
- Звание «Почетный работник жилищно-коммунального хозяйства России» (2008 г.)
- Почётная грамота МЧС России (2010 г.)
- Именная награда Главы Чувашской Республики (2012 г.)
- Почётная грамота Минтранса Чувашии (2015 г.)
- Медаль «100-летие образования Чувашской автономной области» (2020 г.)
- Звание «Заслуженный работник сферы обслуживания населения Чувашской Республики» (2022 г.)[10]